# Liste ungarischer Jagdflieger im Zweiten Weltkrieg

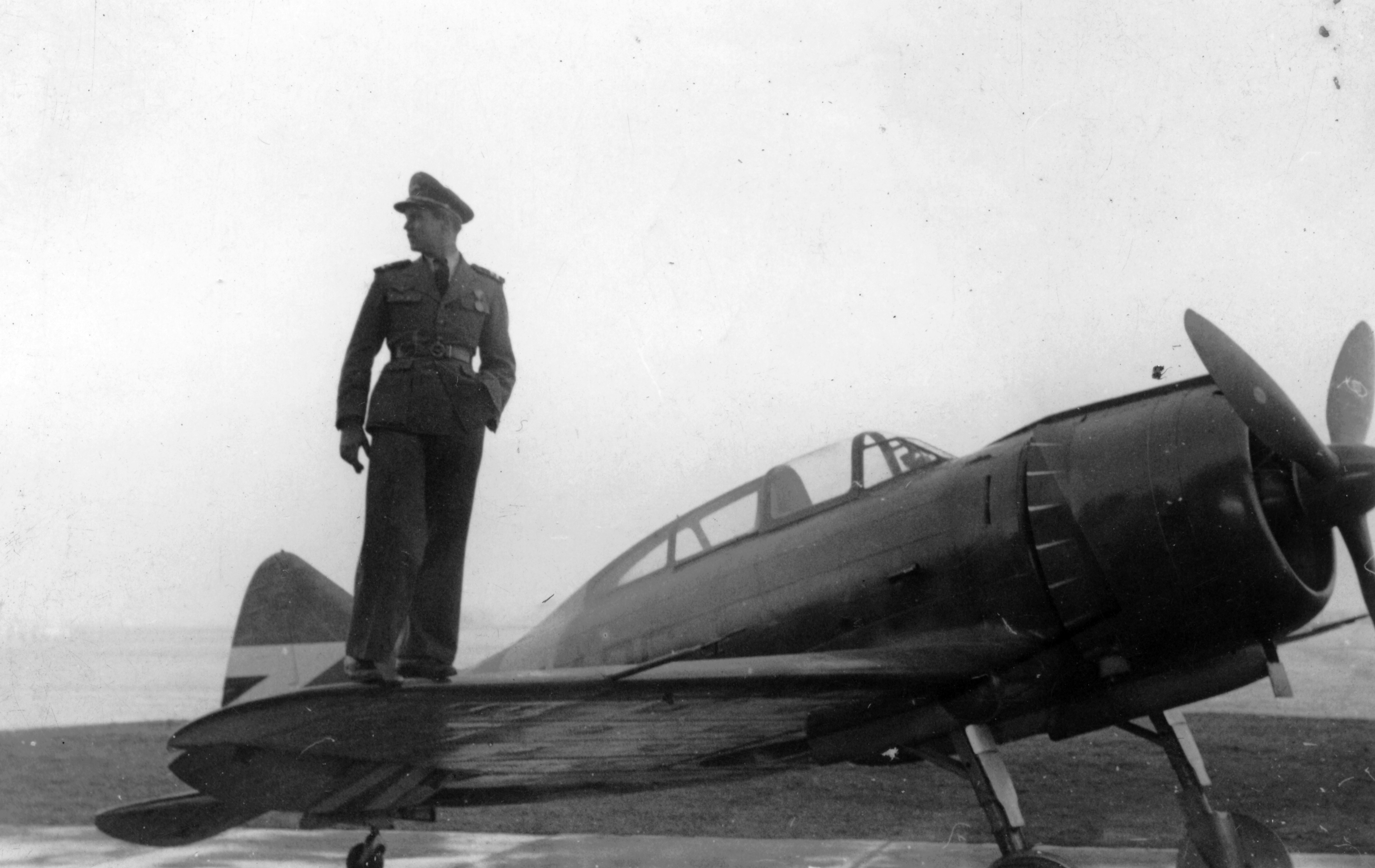
Ein ungarischer Pilot mit einem Reggiane Re-2000 Jagdflugzeug.

In der Liste ungarischer Jagdflieger im Zweiten Weltkrieg ist eine Auswahl von hoch dekorierten Jagdfliegern der Königlich Ungarischen Luftstreitkräfte während des Zweiten Weltkrieges aufgeführt.

## Übersicht
Die Tabelle enthält die folgenden Angaben:
- Name
- Dienstgrad
- Geburtsdatum
- Sterbedatum
- Abschusszahl: Zahl der Abschüsse gegnerischer Maschinen im Zweiten Weltkrieg

Anmerkung: Die Liste ist sortierbar: Durch Anklicken eines Spaltenkopfes wird die Liste nach dieser Spalte sortiert, zweimaliges Anklicken kehrt die Sortierung um.

## Liste
| Name               | Dienstgrad     | Geburtsdatum    | Sterbedatum     | Abschusszahl |
| ------------------ | -------------- | --------------- | --------------- | ------------ |
| Dezső Szentgyörgyi | Stabsfeldwebel | 16. Januar 1915 | 28. August 1971 | 29           |
| György Debrődy     | Leutnant       | 1. Januar 1921  | 2. Februar 1982 | 26           |
| Lajos Tóth         | Leutnant       | 25. August 1922 | 11. Juni 1951   | 26           |
| László Molnár      | Oberleutnant   |                 |                 | 23           |
| Miklós Kenyeres    | Oberleutnant   |                 |                 | 18           |
| László Pottyondy   | Hauptmann      |                 |                 | 13           |
| István Fábián      | Unteroffizier  | 1918            | 1993            | 13           |
| Ferenc Málnásy     | Leutnant       |                 |                 | 11           |
| István Kálmán      | Stabsfeldwebel |                 |                 | 11           |
| József Málik       | Leutnant       |                 |                 | 11           |
| Kálmán Nánási      | Leutnant       |                 |                 | 7            |
| László Dániel      | Leutnant       |                 |                 | 9            |
| László Máthé       | Oberleutnant   |                 |                 | 6            |

## Quelle
Gyula Gáal: Légi Gyözelmek: Tízen Felül. In: József Szabó (Hrsg.): Magyar Szárnyak a Magyar Repülés Emlékei